# 555-та піхотна дивізія (Третій Рейх)
555-та піхотна дивізія (нім. 555. Infanterie-Division) — піхотна дивізія Вермахту, що входила до складу німецьких сухопутних військ у роки Другої світової війни.

## Історія з'єднання
555-та піхотна дивізія була сформована 10 лютого 1940 року як оборонне формування, для прикриття кордонів у районі Верхнього Рейну. Штаб був сформований з 443-ї дивізії особливого призначення, а також 624-й, 625-й, 626-й і 627-й піхотні полки і 555-й артилерійський полк. 624-й піхотний полк був сформований з 308-го піхотного полку (207-ма піхотна дивізія), 625-й піхотний полк був сформований з 338-го піхотного полку (208-ма піхотна дивізія), а 626-й піхотний полк був сформований із 377-го піхотного полку (225-та піхотна дивізія). 627-й піхотний полк був сформований з батальйонів ландшуц. У результаті такого стилю формування 555-та піхотна дивізія не мала єдиної регіональної ідентичності, згідно з якою більшість солдатів належали до одного регіонального військового округу, як це було у багатьох німецьких піхотних дивізіях перших хвиль мобілізації. Сама дивізія була сформована у VI військовому окрузі, але використовувала піхотні полки III (625-й полк), X (626-й полк) і XX військових округів (624-й полк). 555-й артилерійський полк був зібраний з підрозділів трьох різних округів, а саме I, II і VI. Його кількість піхотних полків також була незвичайною. У той час як більшість німецьких піхотних дивізій мала три штатні піхотні полки, а деякі пізніші дивізії (наприклад, дивізії 15-ї хвилі мобілізації) мали два, 555-та піхотна дивізія складалася з чотирьох піхотних полків.
Дивізія була розгорнута як частина прикриття «Лінії Зігфріда» під командуванням XXV армійського корпусу (Карл фон Прагер) 7-ї армії (Фрідріх Долльман) групи армій «C» (Вільгельм Ріттер фон Лееб). 10 травня 1940 року її розгорнули на початку битви за Францію у північному Бадені, в районі міст Раштат і Баден-Баден. До середини червня ця територія також включатиме Ахерн і Кель. Її південним сусідом була 557-ма піхотна дивізія з 96-ю піхотною дивізією на північному сході (у секторі Карлсруе-Брухзаль) і 78-ю піхотною дивізією на сході (у секторі Пфорцгайм). 555-та піхотна дивізія розташувалася навпроти частини французького кордону, яку охороняла 5-та французька армія армійського генерала Віктора Буре. Починаючи з 14 червня 1940 року, частини 7-ї армії почали висуватися на позиції, щоб прорвати південно-східну довжину лінії Мажино, але 555-та дивізія спочатку залишалася на місці, навпроти сильно укріплених французьких фортечних підрозділів навколо Страсбурга.
Після блискавичної перемоги німців у битві за Францію роль 555-ї піхотної дивізії в охороні кордонів була скасована. У липні 1940 року дивізію перевели в резерв на територію округу. 25 вересня 1940 року 555-та піхотна дивізія була розформована.

## Райони бойових дій
- Західна Німеччина (лютий — вересень 1940)

## Командування

### Командири
- генерал-лейтенант Вальдемар Генріці (10 лютого — 25 вересня 1940)

### Підпорядкованість
| Час     | Корпус | Армія | Група армій (округ) | Штаб             |
| ------- | ------ | ----- | ------------------- | ---------------- |
| 1940    |        |       |                     |                  |
| травень | XXV ак | 7 А   | Група армій «C»     | Раштат           |
| липень  |        |       | VI ВО               | Рейнська область |

### Склад
| 1940                                     |
| ---------------------------------------- |
| 624-й піхотний полк                      |
| 625-й піхотний полк                      |
| 626-й піхотний полк                      |
| 627-й піхотний полк                      |
| 555-й артилерійський полк                |
| 555-й загін оптичної розвідки            |
| 555-те дивізійне управління забезпечення |